# Raikoke
Raikoke (del ruso: Райкоке) (en japonés, 雷公計島) o Raykoke es una isla volcánica deshabitada rusa localizada en el archipiélago de las Kuriles, en el mar de Ojotsk, al noroeste del océano Pacífico. Tiene una superficie de 4,6 km². Pertenece al grupo de las Kuriles centrales. Administrativamente está bajo jurisdicción del óblast de Sajalín.

## Geografía
La isla de Raikoke se encuentra al sur de la isla de Matua. El estrecho de Kruzenstern la separa del grupo de las Kuriles septentrionales.

## Geología
Raikoke (o Raykoke) es una isla casi circular, con una longitud de 2,5 km, una anchura de 2 km y una superficie de 4,6 km². Es un estratovolcán formado principalmente por basalto. El cono se alza sobre una terraza submarina con una profundidad de 130 m hasta una altura máxima de 551 m sobre el nivel del mar. Las empinadas paredes del cráter tienen 700 m de anchura y 200 m de profundidad con flujos de lava extendiéndose a lo largo de la mitad oriental de la isla. El volcán ha erupcionado recientemente en 1765, 1778, 1924 y 2019. En el IEV (Índice de explosividad volcánica) que cataloga las erupciones de cero a ocho, las de 1778 y 1924 fueron de nivel 4 o más. Por comparación, la explosión del Anak Krakatoa en 2018 también fue clasificada como IEV-4. La de 1778 destruyó un tercio de la isla; entonces, murieron 15 personas por la caída de lava.

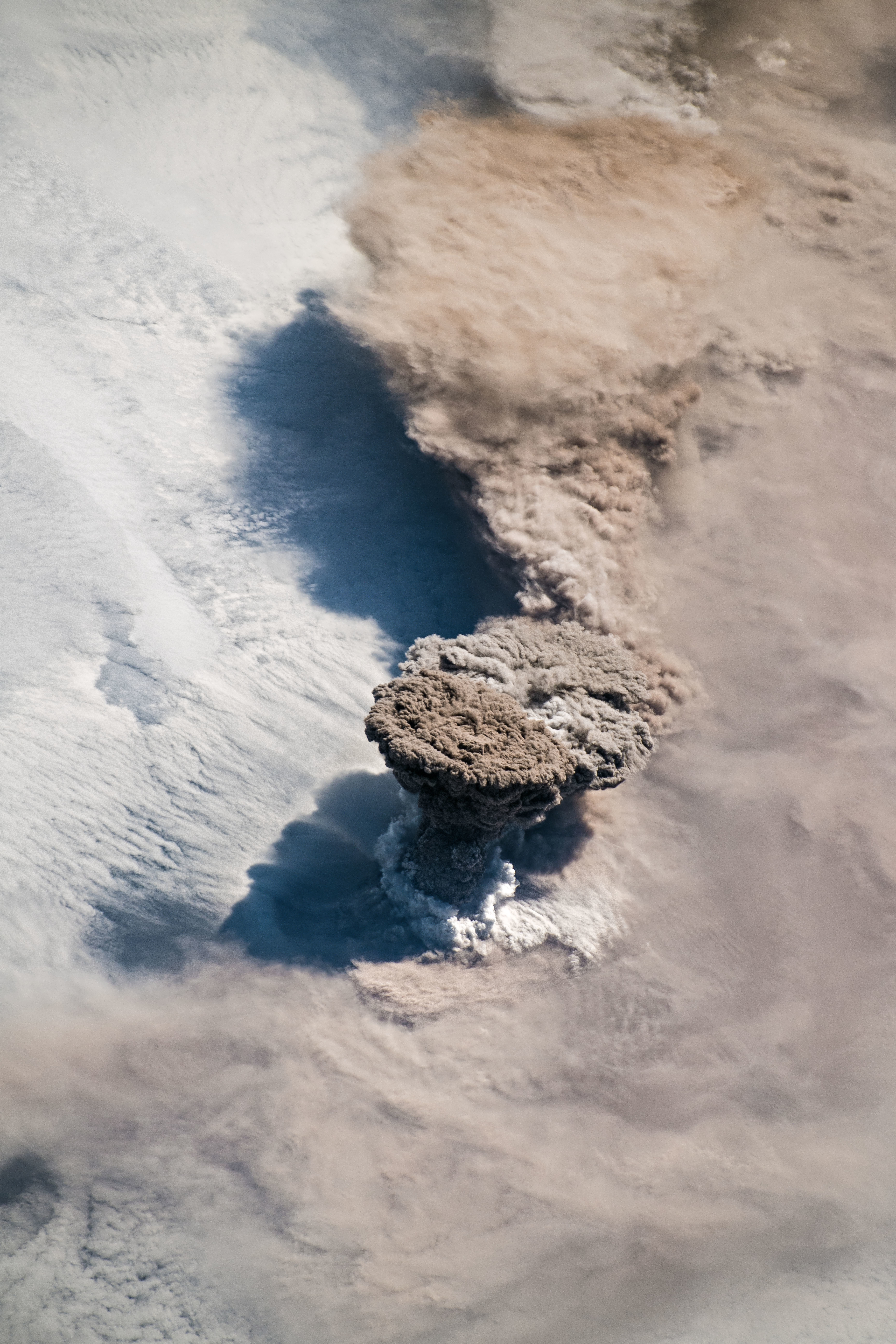
Erupción del volcán Raikoke en junio de 2019

## Erupción de 2019
Aproximadamente a las 4 de la madrugada del 22 de junio de 2019, el volcán erupcionó, dando lugar a una pluma de ceniza y gas que alcanzó entre 13 000 y 17 000 m, traspasando la troposfera e inyectando en la estratosfera ceniza y dióxido de azufre. El 27 de junio, la actividad había cesado; los satélites detectaron que la nube de ceniza se había dispersado, pero todavía se detectaba la pluma de dióxido de azufre dividida en varias ramas, sobre partes de Siberia y el norte del Pacífico y Alaska a altitudes de entre 9 y 13 km.

## Fauna

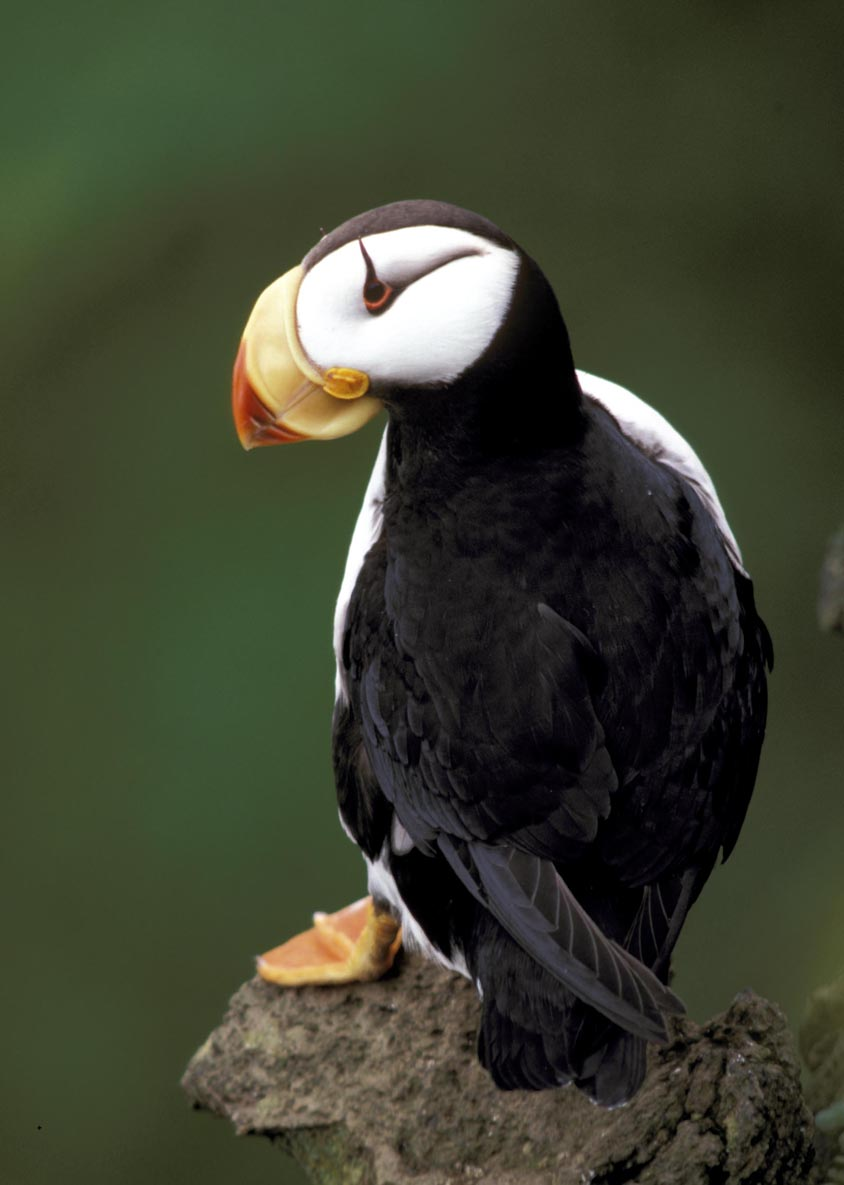
Frailecillo cornudo, Fratercula corniculata.

Raikoke es uno de los cinco mayores asentamientos rocosos de león marino de Steller en las islas Kuriles, y en primavera y verano es el hogar de una de las mayores agrupaciones de fulmar boreal de las islas. También anidan aquí el mérgulo empenachado, el mérgulo periquito, el arao colombino y la gaviota tridáctila. En 1883, el capitán Henry James Snow reportó que en la usla había unos 15.000 osos marinos árticos, pro la caza los exterminó en la década siguiente.

## Historia
La isla de Raikoke era visitada por los cazadores y pescadores ainos o utari, un grupo étnico japonés, pero no se habían establecido en tiempo de las primeras expediciones europeas. La isla aparecía en los mapas oficiales que mostraban los territorios del clan Matsumae, un dominio feudal del Japón Edo en 1644, que se confirmó durante el shogunato Tokugawa en 1715. Fue reclamada por el Imperio ruso, y pasó a su soberanía bajo los términos del Tratado de Shimoda (Tratado de Comercio y Navegación entre Japón y Rusia); más tarde fue devuelta al Imperio del Japón por el Tratado de San Petersburgo de 1875, junto con el resto de las Kuriles, y administrado por la Subprefectura de Nemuro, de Hokkaidō. Después de la Segunda Guerra Mundial, el archipiélago volvió de nuevo a manos rusas, como parte del óblast de Sajalín.

## Lecturas complementarias
- Gorshkov, G. S. Volcanism and the Upper Mantle Investigations in the Kurile Island Arc. Monographs in geoscience. New York: Plenum Press, 1970. ISBN 0-306-30407-4
- Krasheninnikov, Stepan Petrovich, and James Greive. The History of Kamtschatka and the Kurilski Islands, with the Countries Adjacent. Chicago: Quadrangle Books, 1963.
- Rees, David. The Soviet Seizure of the Kuriles. New York: Praeger, 1985. ISBN 0-03-002552-4
- Takahashi, Hideki, and Masahiro Ōhara. Biodiversity and Biogeography of the Kuril Islands and Sakhalin. Bulletin of the Hokkaido University Museum, no. 2-. Sapporo, Japan: Hokkaido University Museum, 2004.